# Le Mahabharata
Le Mahabharata (in lingua inglese: The Mahabharata) è uno spettacolo teatrale basato sull'antico poema epico in sanscrito Mahābhārata.
Lo spettacolo, il cui regista era l'inglese Peter Brook, nella sua versione estesa durava nove ore (undici con gli intervalli) e ha girato il mondo per quattro anni in due versioni: quella in francese e quella in inglese. La versione francese fu messa in scena per la prima volta nel 1985 a Boulbon, presso Avignone, mentre quella britannica esordì due anni dopo, quando Brook ne ebbe approntata la traduzione. Lo spettacolo è diviso in tre parti: Il gioco dei dadi, L'esilio nella foresta e La guerra. Nel 1989 fu adattato per la televisione come una miniserie di cinque ore e mezza. In seguito è stato ridotto a circa tre ore come film per il cinema. La sceneggiatura è il risultato di vari anni di lavoro di Peter Brook, Jean-Claude Carrière e Marie-Hélène Estienne.

## Caratteristiche e trama

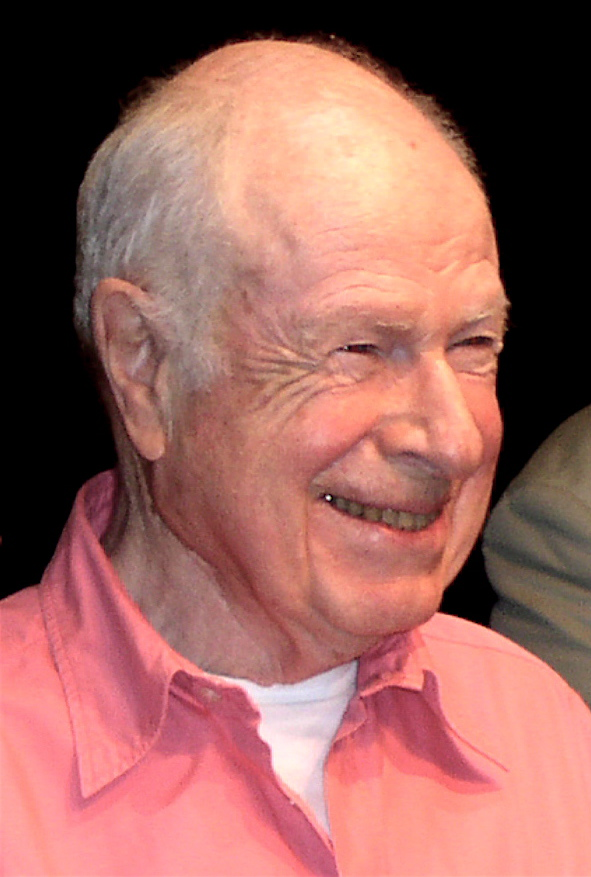
Il regista Peter Brook

Spettacolo dal ritmo solenne e dal tono decisamente epico, sia per il testo scelto, che è il più lungo poema epico non solo della letteratura indiana, ma mondiale, sia per la varietà delle tecniche recitative e coreografiche. Vi si colgono infatti riferimenti allo straniamento brechtiano, al teatro della crudeltà di Artaud, al Kathakali indiano, oltre che agli spettacoli di marionette e alle arti marziali. Il cast degli attori è assai nutrito (tra i venti e i trenta) e di stampo decisamente internazionale, sicché ognuno di essi parla francese o inglese con l'evidente influsso della sua lingua madre. Questa varietà di interpreti e tecniche riesce tuttavia ad amalgamarsi in uno spettacolo che appare decisamente unitario. La scenografia è spartana ma suggestiva, mostrando soltanto una pozza d'acqua e un rigagnolo, circondati da sabbia.
Nella prima parte dello spettacolo, Il gioco dei dadi, viene raccontata la partita a dadi tra il re Yudishtira e il baro Shakuni, che porta il sovrano a perdere il dominio sul mondo. Da qui comincerà un'epoca di decadenza, dominata da un fato crudele e imperscrutabile, che porterà il mondo dall'età dell'oro a uno scenario di distruzione totale. La seconda parte, L'esilio nella foresta, è la più avventurosa e non è priva di situazioni farsesche, fino ad arrivare nella terza parte (La guerra) allo scontro finale tra opposte fazioni, che culmina con un lampo che richiama un'esplosione nucleare. Nel finale, il re Yudishtira, finalmente vittorioso, si arrampica su un monte alla ricerca delle soglie del paradiso, ma quando raggiunge finalmente la porta, dietro di essa non c'è nulla: anche il paradiso era solo un'illusione.
(Peter Brook)

## La prima rappresentazione
Lo spettacolo fu rappresentato per la prima volta al 39º festival di Avignone il 7 luglio 1985. Peter Brook cercava, per la messa in scena, "un luogo privo di qualsiasi passato culturale e artistico". Vennero prese in considerazione le cave vicino a Les Baux-de-Provence, ma essendo un sito protetto non potevano ospitare spettacoli. Furono infine scelte le cave di Boulbon, nelle Bouches-du-Rhône, quindici chilometri a sud-ovest di Avignone. Gli spettatori dovevano raggiungere il luogo partendo in automobile, autobus o battello, per poi proseguire a piedi. Lo spettacolo veniva messo in scena dentro la cava e la scenografia era sovrastata dalle rocce della cava stessa, alte una trentina di metri.
Le tre parti dell'opera vennero rappresentate sia insieme sia separatamente. La prima parte andò in scena il 7, 10, 16, 19, 25 e 28 luglio; la seconda l'8, 11, 17, 20, 26 e 29 luglio; la terza il 9, 12, 18, 21, 27 e 30 luglio. L'opera completa fu invece rappresentata il 13, 22 e 31 luglio; tale evento fu chiamato Notte del Mahabharata e durò tutta la notte. La versione teatrale francese venne prodotta dal Centre international de recherche théâtrales-Bouffes du Nord - C.I.R.T e dal 39º Festival di Avignone (diretto da A. Crombecque), con l'aiuto del Ministero Francese della Cultura e della Città di Parigi.

## Accoglienza della critica
Lo spettacolo fu considerato la visione mitologica di una società divisa e sull'orlo dell'autodistruzione, situazione che probabilmente Brook considera assai vicina alla realtà attuale. In un lungo articolo del 1985, The New York Times ha evidenziato il "travolgente successo di critica" ricevuto dalla produzione, per uno spettacolo che "ha fatto nientemeno che il tentativo di trasformare il mito indù in arte universalizzata, accessibile ad ogni cultura". Lo spettacolo, tuttavia, nonostante le numerose scene intensamente emozionanti, forse anche a causa della lunghezza non era privo di momenti assai meno coinvolgenti.

### Copione dello spettacolo
- (EN)  Jean-Claude Carrière, The Mahabharata, tradotto da Peter Brook, Methuen Drama, 1988, ISBN 978-0-41-318730-7.